# Ǵorǵi Popstefanov
Ǵorǵi Popstefanov (en macédonien : Ѓорѓи Попстефанов), né le 19 juillet 1987 à Skopje, est un coureur cycliste macédonien. Il participe à des compétitions sur route et en cyclo-cross,.

## Biographie
Originaire de Skopje, Ǵorǵi Popstefanov immigre avec sa famille de Macédoine aux États-Unis à l'âge de deux ans. Il partage depuis une grande partie de son temps entre les deux pays. Après avoir grandi à Garfield (New Jersey), il obtient un diplôme de la Seton Hall Preparatory School (en) à West Orange en 2005 puis un bachelor en affaires internationales de l'Elliott School of International Affairs (en) de l'université George-Washington en 2009. En mai 2013, il complète son cursus avec un doctorat en droit international à la Seton Hall University School of Law (en). 
En 2010 et 2016, il devient champion de Macédoine sur route. Il représente également son pays natal lors de grands évènements internationaux, comme aux championnats du monde ou aux championnats d'Europe. En 2020, il intègre l'équipe continentale EuroCyclingTrips-CMI, qui évolue sous licence guamienne. Il ne dispute cependant aucune course UCI avec cette formation. 

## Palmarès
- 2010
  -  Champion de Macédoine sur route
- 2016
  -  Champion de Macédoine sur route
- 2018
  - 3e du championnat de Macédoine du contre-la-montre

## Classements mondiaux
| Année           | 2018   | 2019   |
| --------------- | ------ | ------ |
| UCI Europe Tour | 1 217e | 1 280e |